# Allan Cameron
Allan Cameron (né en 1952) est un écrivain et traducteur écossais contemporain.

## Biographie
Allan Cameron a été élevé au Nigeria et au Bangladesh. Il vit actuellement sur Lewis en Écosse.
Traducteur réputé, il a publié en 2004 un premier roman, The Golden Menagerie, librement inspiré des Métamorphoses d'Apulée — roman également connu sous le titre l'Âne d'or, écrit il y a 1 800 ans — où le héros, prénommé Lucius (comme l'auteur du livre, Lucius Apuleus), connaît différentes aventures. Ici, le narrateur, prénommé Lucian, un personnage excentrique, dont le père travaille pour une société qui importe des accessoires de salles de bain, ne peut imaginer, alors qu'il souhaite changer sa vie, qu'en acceptant l'invitation faite par un étranger à se joindre à une secte, il ne serait pas simplement sur le point de transformer sa vie, mais aussi sa forme humaine.
En 2005, son second livre, The Berlusconi Bonus, un roman dystopique dont l'action est située dans le Royaume-Uni du futur, est une fantaisie politique burlesque, qui fait écho au 1984 de George Orwell, à la fois dans son thème, sa structure et sa vision pessimiste de l'endroit où se dirige notre société.
Par ailleurs, Allan Cameron écrit également pour des journaux et magazines italiens.

## Œuvres
- The Golden Menagerie, Luath Press, Londres, 2004,  (ISBN 1-8428-2057-5)
- The Berlusconi Bonus, Luath Press, Londres, 2005,  (ISBN 1-9052-2207-6)

## Traductions
Allan Cameron a traduit plus de vingt livres de l'italien en anglais, d'auteurs parmi lesquels le médiéviste Alessandro Barbero, ou encore Norberto Bobbio et Romano Prodi.

## Sources
- (en) Cet article est partiellement ou en totalité issu de l’article de Wikipédia en anglais intitulé « Allan Cameron (author) » (voir la liste des auteurs).